# Jistřice
Jistřice jsou zaniklá ves v okrese Hradec Králové. Ves stávala v trojúhelníku území mezi obcemi Klamoš, Újezd u Přelouče a zaniklými Liplesy.

## Historie
V zápise z r. 1397 psána jako Gistrzicz.  V zemských deskách nacházíme pouze jedinou zmínku v roce 1397, kdy Martin z Hoříněvsi, coby poručník sirotků po Marši z Ostrova, prodal celé klamošské zboží Milotovi z Úsova, tj. včetně Jistřice.